# Buses licitados del Gran Concepción
Los buses urbanos licitados del Gran Concepción fueron un grupo de empresas licitadas por la SEREMI de Transportes y Telecomunicaciones de la Región del Biobío para el transporte público urbano del Gran Concepción. Esta licitación se ejecutó desde el año 2002, hasta el 31 de marzo de 2024, extendiéndose por 22 años. Comenzó con 37 empresas licitadas, y finalizó con 35 empresas, de las cuales 34 entre enero y marzo de 2024 fueron traspasadas al Perímetro de Exclusión del Gran Concepción.
Mientras estuvo vigente, fue parte del Transporte Público Metropolitano de Concepción.

## Historia
La licitación de los autobuses del Gran Concepción se comenzó a gestar en 2000, materializándose en 2002, con la homogeneización del diseño de todos los autobuses, que desde entonces comparten indistintamente los colores azul y gris, combinación que se eligió a través de una votación ciudadana. Esta decisión de estandarizar los colores fue en principio discutida por la ciudadanía, pues mientras que algunos lo tomaron como un buen indicio de orden y modernidad, otros lo consideraron una pérdida en la identidad y del patrimonio cultural de la ciudad. Independientemente de la postura de los usuarios, se requirió de un cierto período de adaptación para poder acostumbrarse a algunas modificaciones menores en los recorridos, y a la distinción de una línea de otra, que hasta entonces se hacía por el color de la máquina, y ahora se haría por un código situado en su frente y sus costados.
Paralelamente a la licitación de los autobuses, también se licitaron las calles por las cuales se trazaron los recorridos de las distintas líneas; se ampliaron importantes arterias viales, tales como las Avenidas Arturo Prat y Paicaví en Concepción, se estandarizaron los valores de las tarifas y se mejoraron algunas condiciones laborales de los choferes.
La primera licitación se realizó el año 2002, incluyendo las 37 empresas, que recorren las comunas de Concepción, Talcahuano, Hualpén, San Pedro de la Paz, Chiguayante, Penco y Hualqui. Aunque el plazo del contrato terminó el 26 de octubre de 2005, la segunda licitación se ha postergado año a año, debido a desacuerdos entre gobierno y empresarios. Como parte de la regulación, las tarifas son revisadas el día 15 de cada mes, reajustando su valor en caso de ser necesario.
En abril de 2017 la SEREMI de Transportes del Biobío comienza a explorar la posibilidad de implementar un nuevo sistema regulado de locomoción colectiva en el Gran Concepción, que implique el fin de la licitación de 2002, reemplazándolo por un "perímetro de exclusión". En mayo de 2023, Contraloría da el visto bueno para la nueva normativa.
En septiembre de 2023, se fija como fecha de inicio del nuevo perímetro de exclusión el 15 de octubre del mismo año, y el gobierno llama a los operadores de la licitación del 2002 a sumarse al nuevo sistema pues la licitación no se renovará, venciendo el 31 de diciembre de 2023. Ante ello, las 35 empresas operadoras de la licitación de 2002 vigentes en octubre de 2023 —sin considerar a Buses Campanil y a Buses Denavi Sur, que fueron adquiridas por Ruta Las Playas—  señalaron su intención de traspasarse al nuevo perímetro de exclusión.
Entre octubre y noviembre de 2023 se anunció de forma oficial el fin de la licitación de 2002 para el 31 de diciembre de 2023. Sin embargo, comenzando a regir el Perímetro de Exclusión del Gran Concepción el 1 de enero de 2024, solo 7 empresas operadoras fueron notificadas del decreto que autorizaba su ingreso al perímetro, por lo que se determinó prorrogar por última vez con el fin que continúen en servicio las empresas que continúan su tramitación de traspaso, hasta el 31 de marzo de 2024. 
Al 31 de marzo de 2024, solo dos empresas continuaban operando con la regulación de la licitación del 2002. No habiendo más prórroga de la licitación, a las 23:59 horas (UTC -3) de dicho día se puso fin a la licitación del año 2002, extendiéndose por cerca de 22 años. Respecto a las dos empresas que restaban, una —línea 22 San Pedro— el 1 de abril de 2024 inició operaciones en el Perímetro de Exclusión, y la otra —línea 57 Base Naval— el 1 de abril dejó de circular temporalmente debido a un retardo en la regularización de la situación previsional de sus trabajadores, lo que no permitió la firma del convenio antes del 31 de marzo.

## Organización de recorridos
Para organizar los recorridos, se determinó dividir el Gran Concepción en 13 zonas, de manera tal de identificar donde está ubicado su terminal y hacia dónde se dirige.
Las 13 zonas fueron identificadas cada una con un color, de esta forma el usuario puede determinar hacia donde se dirige cada recorrido. La división es la siguiente:

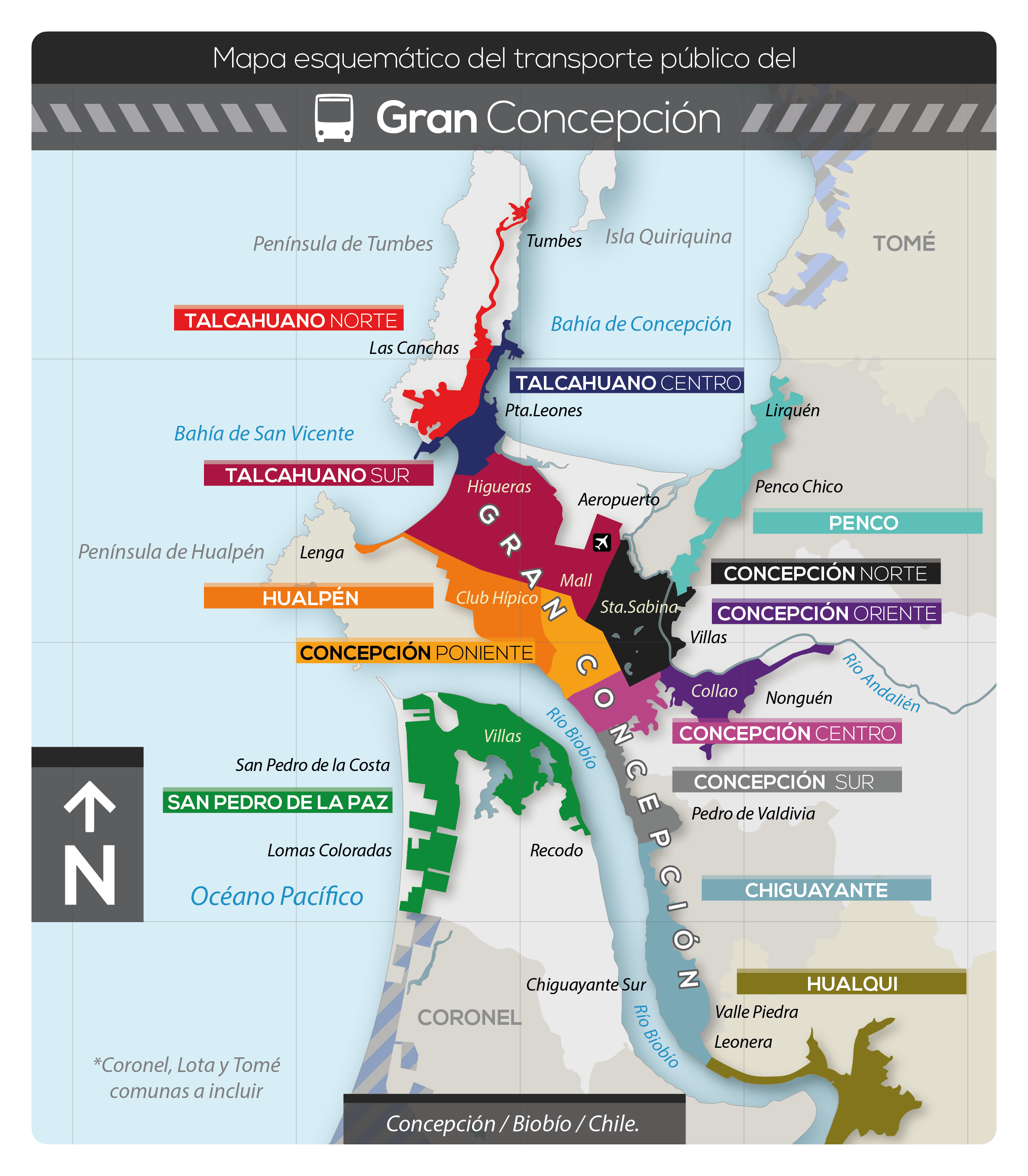
Mapa esquemático buses del Gran Concepción

| Color               | Barrios e hitos |
| ------------------- | --- |
| Concepción Centro   | Mall del Centro, Tribunales, Barrio Cívico, Galvarino, Barrio Universitario, Agüita de la Perdiz, Hospital Regional, Catedral de Concepción, Plaza de la Independencia, Mallplaza Mirador Biobío, Teatro Biobío, UdeC, Parque Ecuador, Plaza Perú, UST, Barrio Estación, Cerro Chepe, Cerro Caracol.                    |
| Concepción Oriente  | Av. Collao, Estadio, Gimnasio Municipal, Terminal Collao, Valle Noble, Puchacay, Los Lirios, Los Fresnos, Valle Nonguén, La Araucana, Palomares, Los Queules, Lagos de Chile, U. del Bío-Bío, Zoo Concepción. |
| Concepción Norte    | Av. Andalién, Barrio Norte, UCSC, Laguna Lo Méndez, Chillancito, USS, Laguna Las Tres Pascualas, Santa Sabina, Villa Cap, Las Princesas, Valle Alto, Valle Blanco, Lomas de San Andrés, Lomas de San Sebastián, UDLA, Teniente Merino I y II, Los Notros, Laguna Lo Galindo.                                            |
| Concepción Poniente | Av. 21 de Mayo, Lorenzo Arenas, Laguna Redonda, Vega Monumental, Cementerio General, El Golf, Población Juan Pablo II (Pertenece a Hualpén: René Schneider, Valle Sta. María, Parque Central, UTFSM, Centro Urbano Biobío.)                                                                                             |
| Concepción Sur      | Av. Pedro de Valdivia, Sanatorio Alemán, Templo Concepción, UDD (Pertenece a Chiguayante: Lonco, Villuco.) |
| Talcahuano Norte    | Av. Los Araucanos, Población La Gloria, Lobos Viejos, Nueva Los Lobos, Los Copihues, Villa Centinela 1 y 2, Mirador del Pacífico, Brisas del Mar, Vista Hermosa, Las Canchas, Hospital Naval, Caleta Tumbes. |
| Talcahuano Centro   | Av. Colón, Centro de Talcahuano, Portal Talcahuano, La Poza, Puerta Los Leones, Puerto San Vicente, San Vicente, Población Gaete, Estadio El Morro, La Tortuga, Monitor Huáscar. |
| Talcahuano Sur      | Higueras, Hospital Las Higueras, Las Salinas, San Marcos, Santa Marta, Perales, Denavi Sur, Estadio CAP, Villa San Martín, Huachicoop, Industrias, Huachipato, Cruz del Sur, Brisas del Sol, UNAB, Mallplaza Trébol, Casino Marina del Sol, INACAP, Aeropuerto Carriel Sur.                                             |
| Hualpén             | Av. Gran Bretaña, ENAP, Hualpén, CCU, 4 Esquinas, Peñuelas, Florestas, Padre Hurtado, Cerro Amarillo, Lan-B, Lan-C, Cuatro Canchas, Cerro Gándara, Caleta Lenga, Portal Biobío, Club Hípico, Costanera, (Pertenece a Talcahuano: Diego Portales).                                                                       |
| Chiguayante         | Av. Manuel Rodríguez, 8 Oriente, Los Altos, Chiguayante Sur, Museo Stom, Leonera, Los Bloques, Porvenir, Valle Piedra, Valle del Sol, Villa La Unión, Villa Cruz del Sur, Plazas del Sol, La Pradera I y II, Villa Los Presidentes, Las Américas.                                                                       |
| San Pedro de la Paz | Av. Michimalonco, Av. Pedro Aguirre Cerda, Anfiteatro, Teletón, Andalué, Candelaria, Boca Sur, Michaihue, Lomas Coloradas, Arauco Premium Outlet, INACAP, Francisco Coloane, El Rosario, Recodo, El Venado, San Pedro de la Costa, Villa Spring Hill, Huertos Familiares, Pioneros, Villa San Pedro, Villa Evangelista. |
| Penco               | Playa de Penco, Penco Chico, Cerro Verde, Cerro Verde Bajo, Caleta el Refugio, Lirquén, Ríos de Chile, Cosmito, Penco Oriente, Lautaro II, Jaime Lea Plaza, Villa Montahue, Altos de Mavidahue, Los Forjadores, Bellavista, Hospital de Lirquén.                                                                        |
| Hualqui             | Hualqui, Periquillo, Rinconada, Santa Josefina, Héroes de Chile, Villa Alonso de Ercilla, Terrazas de Hualqui, Cementerio, Villa El Sol, Gabriela Mistral, Villa Arboleda. |

## Empresas licitadas 2002 - 2023
Las empresas licitadas en operaciones al 31 de diciembre de 2023 fueron:
| Línea   | Nombre legal                                                                     | Comunas                                                   | Año de creación | N° de buses | N° de recorridos | Años de servicio |
| ------- | -------------------------------------------------------------------------------- | --------------------------------------------------------- | --------------- | ----------- | ---------------- | ---------------- |
|         | Transportes Hualpensan S.A.                                                      | Talcahuano - Hualpén                                      | 1965            | 42          | 2                | 58 años          |
|         | Servicio de locomoción colectiva Vía Láctea S.A.                                 | Chiguayante - Concepción - Talcahuano                     | 1992            | 110         | 6                | 31 años          |
|         | Sociedad de transportes Vía Futuro S.A.                                          | Chiguayante - Concepción - Talcahuano                     | 1994            | 68          | 3                | 29 años          |
|         | Sociedad de transportes Nueva Sotrapel S.A.                                      | Chiguayante - Concepción - Hualpén - Talcahuano           | 1975            | 40          | 2                | 48 años          |
|         | Transportes Vía Siglo XXI S.A.                                                   | Chiguayante - Concepción - Talcahuano                     | 1995            | 45          | 1                | 28 años          |
|         | Sociedad de transportes público de pasajeros Chiguayante Sur S.A.                | Chiguayante - Concepción - Talcahuano                     | 1961            | 65          | 2                | 62 años          |
|         | Transportes Vía Universo S.A.                                                    | Chiguayante - Concepción - Talcahuano                     | 1986            | 39          | 2                | 37 años          |
|         | Expresos Plaza del Mall S.A.                                                     | Chiguayante - Concepción - Penco                          | 1994            | 72          | 3                | 29 años          |
|         | Sociedad de Buses Expreso Concepción - Chiguayante S.A.                          | Hualqui - Chiguayante - Concepción                        | 1959            | 33          | 1                | 64 años          |
|         | Sociedad comercializadora y servicio de locomoción colectiva Nueva Llacolén S.A. | San Pedro - Concepción - Talcahuano                       | 1988            | 76          | 4                | 35 años          |
|         | Sociedad Riviera Ltda.                                                           | San Pedro - Concepción                                    | 1982            | 29          | 1                | 41 años          |
|         | Comercializadora y servicios de locomoción colectiva San Pedro S.A.              | San Pedro - Concepción                                    | 1960            | 114         | 5                | 63 años          |
|         | Comercial San Pedro Sur S.A.                                                     | San Pedro - Concepción                                    | 1979            | 65          | 5                | 44 años          |
|         | Servicio locomoción colectiva San Remo S.A.                                      | San Pedro - Concepción                                    | 1980            | 54          | 2                | 43 años          |
|         | Transporte público de pasajeros Ruta Las Playas S.A.                             | Penco - Concepción - Hualpén - Talcahuano                 | 1955            | 88          | 4                | 68 años          |
|         | Transportes y servicios Ruta del Mar S.A.                                        | Penco - Concepción - (Hualpén) - Talcahuano               | 1985            | 35          | 1                | 38 años          |
|         | Sociedad comercial inmobiliaria Del Mar Ltda.                                    | Penco - Concepción - (Hualpén) - Talcahuano               | 2003            | 53          | 2                | 20 años          |
|         | Servicio de locomoción colectiva Las Golondrinas S.A.                            | Hualpén - Concepción - San Pedro                          | 1968            | 69          | 2                | 55 años          |
|         | Servicios de movilización colectiva Mini Verde Ltda.                             | Hualpén - Concepción                                      | 1975            | 49          | 2                | 48 años          |
|         | Servicio de locomoción colectiva Mini Buses Hualpencillo S.A.                    | Hualpén - Concepción                                      | 1962            | 56          | 2                | 61 años          |
|         | Centauro Repuestos Ltda.                                                         | Hualpén - Concepción                                      | 1997            | 33          | 1                | 26 años          |
|         | Comercial Centauro Ltda.                                                         | Hualpén - Concepción                                      | 1982            | 39          | 2                | 41 años          |
|         | Sociedad de transportes Ruta Las Playas Campanil S.A.                            | Talcahuano - Concepción                                   | 1986            | 20          | 1                | 37 años          |
|         | Servicios de locomoción colectiva Géminis Sur Ltda.                              | Talcahuano - (Hualpén) - Concepción                       | 1992            | 26          | 1                | 31 años          |
|         | Sociedad de transportes Buses Base Naval Ltda.                                   | Talcahuano - (Hualpén) - Concepción                       | 1951            | 27          | 1                | 72 años          |
|         | Sociedad de transportes Colón de Ruta Las Playas Denavi Sur S.A.                 | Talcahuano - (Hualpén) - Concepción - Penco               | 2005            | 24          | 1                | 18 años          |
|         | Transportes de pasajeros Buses Tucapel S.A.                                      | Concepción - Hualpén                                      | 1949            | 74          | 3                | 74 años          |
|         | Buses Primavera S.A.                                                             | Concepción - (Hualpén) - Talcahuano - Penco               | 1981            | 70          | 3                | 42 años          |
|         | Empresa de transportes Rengo Lientur Ltda.                                       | Concepción - San Pedro                                    | 1971            | 70          | 4                | 52 años          |
|         | Sociedad de transportes Cóndor S.A.                                              | Concepción - Hualpén                                      | 1948            | 50          | 3                | 75 años          |
|         | Transporte y administración Las Bahías S.A.                                      | Concepción - (Hualpén) - Talcahuano                       | 1950            | 87          | 3                | 74 años          |
|         | Servicio de locomoción colectiva Puchacay S.A.                                   | Concepción - Hualpén                                      | 1966            | 25          | 1                | 57 años          |
|         | Servicio de locomoción colectiva y comercial Pedro de Valdivia Universidad S.A.  | Concepción - Chiguayante                                  | 1941            | 25          | 2                | 82 años          |
|         | Sociedad Ruta Las Galaxias S.A.                                                  | Hualqui - Chiguayante - Concepción - Talcahuano           | 1979            | 96          | 3                | 46 años          |
|         | Sociedad de transportes e inversiones Vía del Sol S.A.                           | Hualqui - Chiguayante - Concepción - Hualpén - Talcahuano | 1999            | 29          | 1                | 24 años          |
|         | Sociedad comercial de servicios y transportes Nueva Sol Yet S.A.                 | Concepción - Hualpén                                      | 1980            | 38          | 2                | 43 años          |
| Bio Bus | Servicio de transporte intermodal S.A.                                           | Concepción - Talcahuano                                   | 2006            | 16          | 1                | 17 años          |

## Infografía

### Letreros
Los letreros de los buses licitados del Gran Concepción están agrupados en 13 zonas, representadas por un color que designa a una comuna o un sector de ella, como es el caso de Talcahuano divididos en 3 zonas y Concepción en 5 zonas ya que son las comunas más habitadas. Cada letrero debe contener el color de la zona de destino en la parte superior derecha y más la descripción de las principales avenidas o hitos importantes, en la parte inferior escrito el destino final, ejemplo: 4 ESQUINAS también debe llevar el número de la línea en la parte superior izquierda, ejemplo: 40 y en la parte inferior la letra de la Variante del recorrido, ejemplo letra: N.

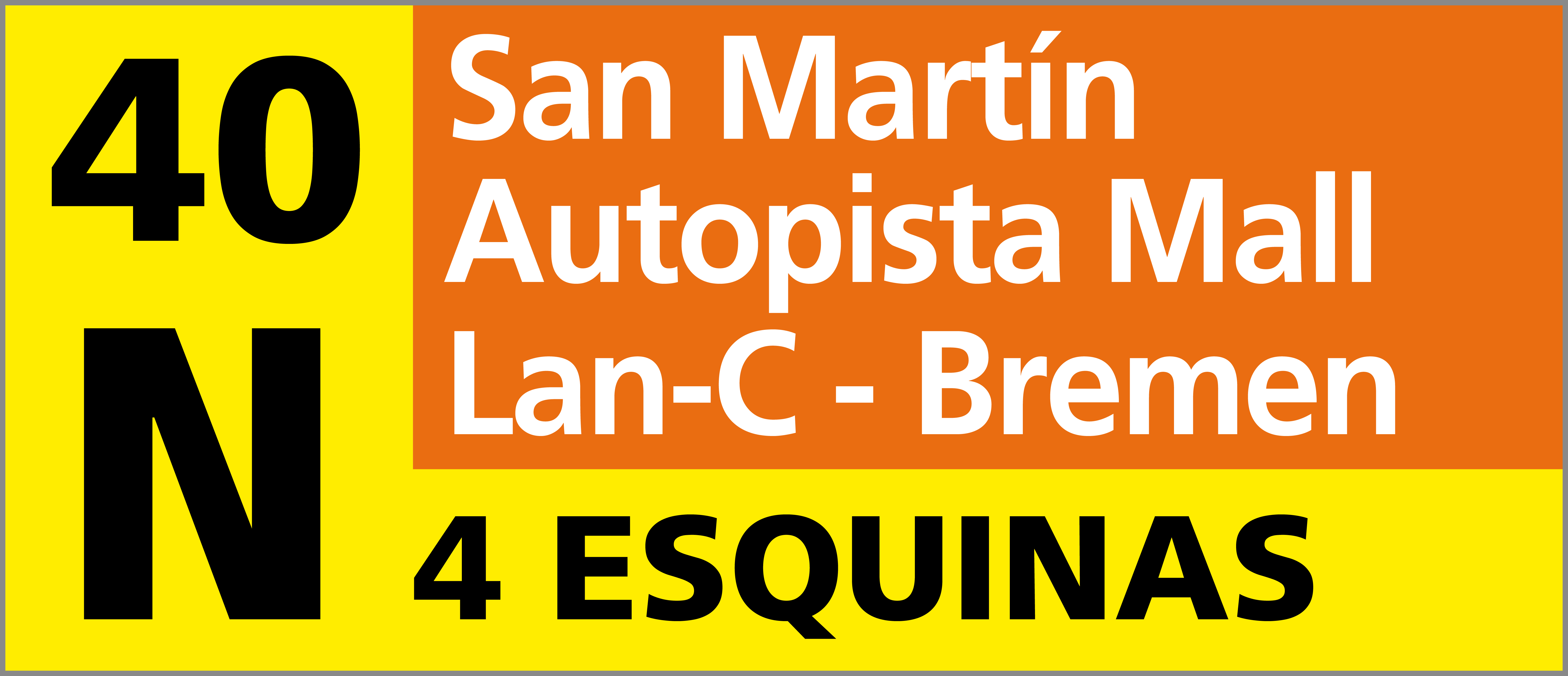
Servicio 40N de Las Golondrinas

La asignación de letras en los recorridos consiste a base de las 13 zonas, es decir que una zona representa un color y que consta de las 26 letras del abecedario (recorridos disponibles), el cual no debe repetirse, pero con el tiempo se han implementado más recorridos, donde en algunos casos no siguen esta norma.
En la siguiente tabla muestra las letras que están usadas (u), disponibles (d) y donde se puede ver letras repetidas en servicios en la Zona Talcahuano Norte.
| Línea                 | A   | B   | C   | D   | E   | F | G | H | I   | J   | K   | L | M | N | O | P | Q | R | S | T   | U | V | X | Y | Z |
| --------------------- | --- | --- | --- | --- | --- | - | - | - | --- | --- | --- | - | - | - | - | - | - | - | - | --- | - | - | - | - | - |
| 02 Buses Hualpensan   | 02A | u   | u   | u   | u   | d | d | d | u   | u   | 02K | d | d | d | d | d | d | d | d | u   | d | d | d | d | d |
| 10 Vía Láctea         | 10A | 10B | 10C | 10D | u   | d | d | d | u   | 10J | u   | d | d | d | d | d | d | d | d | 10T | d | d | d | d | d |
| 31 Ruta del Mar       | u   | u   | u   | 31D | u   | d | d | d | u   | u   | u   | d | d | d | d | d | d | d | d | u   | d | d | d | d | d |
| 32 Buses Ruta del Mar | u   | u   | u   | u   | 32E | d | d | d | u   | 32J | u   | d | d | d | d | d | d | d | d | u   | d | d | d | d | d |
| 70 Las Bahías         | u   | u   | u   | u   | u   | d | d | d | 70I | 70J | 70K | d | d | d | d | d | d | d | d | u   | d | d | d | d | d |

| 70J - Los Copihues | 10J - Centinela | 32J - Lobos Viejos |
| ------------------ | --------------- | ------------------ |
|                    |                 |                    |

| Zonas              | letras repetidas                                    |
| ------------------ | --------------------------------------------------- |
| Concepción Norte   | 60L – 63L                                           |
| Concepción Oriente | 40B – 23B / 14Z – 72Z / 41C - 23C                   |
| Talcahuano Norte   | 10A – 02A / 31D – 10D / 70J – 10J – 32J / 70K – 02K |
| Talcahuano Centro  | 14H – 16H / 20J – 80J / 81S – 62S                   |
| Hualpén            | 40P – 02P                                           |
| Chiguayante        | 10K – 16K / 10M – 11M                               |

## Recorridos

### Recorridos licitados
En esta tabla se encuentran los recorridos que prestaban las 37 empresas licitadas hasta enero y marzo de 2024, cuando fueron los servicios traspasados al Perímetro de Exclusión del Gran Concepción. Aquí también se encuentran los destinos de cada recorrido, agrupados por colores según la zona donde se encuentre.
| 02 | P |
| -- | - |

| 02 | A |
| -- | - |

| 02 | D |
| -- | - |

| 02 | K |
| -- | - |

| 10 | M |
| -- | - |

| 10 | D |
| -- | - |

| 10 | N |
| -- | - |

| 10 | A |
| -- | - |

| 10 | O |
| -- | - |

| 10 | B |
| -- | - |

| 10 | P |
| -- | - |

| 10 | C |
| -- | - |

| 10 | L |
| -- | - |

| 10 | J |
| -- | - |

| 10 | K |
| -- | - |

| 10 | T |
| -- | - |

| 11 | Q |
| -- | - |

| 11 | E |
| -- | - |

| 11 | R |
| -- | - |

| 11 | F |
| -- | - |

| 11 | M |
| -- | - |

| 11 | C |
| -- | - |

| 12 | A |
| -- | - |

| 12 | Q |
| -- | - |

| 12 | B |
| -- | - |

| 12 | R |
| -- | - |

| 13 | S |
| -- | - |

| 13 | G |
| -- | - |

| 14 | T |
| -- | - |

| 14 | H |
| -- | - |

| 14 | U |
| -- | - |

| 14 | Z |
| -- | - |

| 16 | V |
| -- | - |

| 16 | I |
| -- | - |

| 16 | K |
| -- | - |

| 16 | H |
| -- | - |

| 17 | W |
| -- | - |

| 17 | A |
| -- | - |

| 17 | C |
| -- | - |

| 17 | M |
| -- | - |

| 17 | X |
| -- | - |

| 17 | O |
| -- | - |

| 18 | Y |
| -- | - |

| 18 | P |
| -- | - |

| 20 | L |
| -- | - |

| 20 | J |
| -- | - |

| 20 | A |
| -- | - |

| 20 | V |
| -- | - |

| 20 | W |
| -- | - |

| 20 | Z |
| -- | - |

| 20 | M |
| -- | - |

| 20 | T |
| -- | - |

| 21 | B |
| -- | - |

| 21 | Q |
| -- | - |

| 22 | E |
| -- | - |

| 22 | X |
| -- | - |

| 22 | D |
| -- | - |

| 22 | K |
| -- | - |

| 22 | N |
| -- | - |

| 22 | S |
| -- | - |

| 22 | C |
| -- | - |

| 22 | R |
| -- | - |

| 22 | O |
| -- | - |

| 22 | J |
| -- | - |

| 23 | Q |
| -- | - |

| 23 | A |
| -- | - |

| 23 | P |
| -- | - |

| 23 | L |
| -- | - |

| 23 | T |
| -- | - |

| 23 | N |
| -- | - |

| 23 | S |
| -- | - |

| 23 | B |
| -- | - |

| 23 | H |
| -- | - |

| 23 | C |
| -- | - |

| 24 | F |
| -- | - |

| 24 | M |
| -- | - |

| 24 | R |
| -- | - |

| 24 | T |
| -- | - |

| 30 | B |
| -- | - |

| 30 | M |
| -- | - |

| 30 | C |
| -- | - |

| 30 | N |
| -- | - |

| 30 | D |
| -- | - |

| 30 | R |
| -- | - |

| 30 | E |
| -- | - |

| 30 | Q |
| -- | - |

| 31 | F |
| -- | - |

| 31 | D |
| -- | - |

| 32 | G |
| -- | - |

| 32 | E |
| -- | - |

| 32 | K |
| -- | - |

| 32 | J |
| -- | - |

| 40 | N |
| -- | - |

| 40 | G |
| -- | - |

| 40 | P |
| -- | - |

| 40 | B |
| -- | - |

| 41 | V |
| -- | - |

| 41 | Q |
| -- | - |

| 41 | R |
| -- | - |

| 41 | C |
| -- | - |

| 42 | H |
| -- | - |

| 42 | U |
| -- | - |

| 42 | W |
| -- | - |

| 42 | F |
| -- | - |

| 43 | T |
| -- | - |

| 43 | J |
| -- | - |

| 44 | U |
| -- | - |

| 44 | E |
| -- | - |

| 44 | B |
| -- | - |

| 44 | A |
| -- | - |

| 50 | U |
| -- | - |

| 50 | S |
| -- | - |

| 52 | D |
| -- | - |

| 52 | A |
| -- | - |

| 56 | O |
| -- | - |

| 56 | V |
| -- | - |

| 57 | P |
| -- | - |

| 57 | Y |
| -- | - |

| 60 | K |
| -- | - |

| 60 | X |
| -- | - |

| 60 | L |
| -- | - |

| 60 | Y |
| -- | - |

| 60 | M |
| -- | - |

| 60 | Z |
| -- | - |

| 62 | M |
| -- | - |

| 62 | H |
| -- | - |

| 62 | N |
| -- | - |

| 62 | O |
| -- | - |

| 62 | S |
| -- | - |

| 62 | V |
| -- | - |

| 63 | G |
| -- | - |

| 63 | I |
| -- | - |

| 63 | P |
| -- | - |

| 63 | K |
| -- | - |

| 63 | H |
| -- | - |

| 63 | F |
| -- | - |

| 63 | B |
| -- | - |

| 63 | L |
| -- | - |

| 65 | Q |
| -- | - |

| 65 | D |
| -- | - |

| 65 | R |
| -- | - |

| 65 | E |
| -- | - |

| 65 | S |
| -- | - |

| 65 | F |
| -- | - |

| 70 | F |
| -- | - |

| 70 | I |
| -- | - |

| 70 | G |
| -- | - |

| 70 | J |
| -- | - |

| 70 | H |
| -- | - |

| 70 | K |
| -- | - |

| 71 | I |
| -- | - |

| 71 | Z |
| -- | - |

| 72 | J |
| -- | - |

| 72 | W |
| -- | - |

| 72 | K |
| -- | - |

| 72 | Z |
| -- | - |

| 80 | H |
| -- | - |

| 80 | K |
| -- | - |

| 80 | Q |
| -- | - |

| 80 | J |
| -- | - |

| 80 | Z |
| -- | - |

| 80 | L |
| -- | - |

| 81 | C |
| -- | - |

| 81 | S |
| -- | - |

| 90 | X |
| -- | - |

| 90 | Y |
| -- | - |

| 90 | J |
| -- | - |

| 90 | E |
| -- | - |

| B | 02 |
| - | -- |

| B | 02 |
| - | -- |

## Corredores de buses
| Corredor                                                     | Comuna                        | Kilómetros (aprox.) |
| ------------------------------------------------------------ | ----------------------------- | ------------------- |
| Corredor de Avenida Paicaví                                  | Concepción                    | 3,0 km              |
| Corredor de Avenida 21 de Mayo                               | Concepción                    | 1,7 km              |
| Corredor de Avenida Los Carrera                              | Concepción                    | 3,0 km              |
| Corredor de Avenida Prat                                     | Concepción                    | 1,8 km              |
| Corredor de Avenida Collao y General Novoa (en construcción) | Concepción                    | 2,2 km              |
| Corredor de Avenida O'Higgins                                | Chiguayante                   | 2,8 km              |
| Corredor de Avenida Manuel Rodríguez                         | Chiguayante                   | 5,1 km              |
| Corredor de Avenida Colón                                    | Hualpén                       | 2,8 km              |
| Corredor eje Colón (en construcción)                         | Talcahuano                    | 1,8 km              |
| Corredor de Avenida Colón                                    | Talcahuano                    | 6,7 km              |
| Corredor de Avenida Pedro Aguirre Cerda                      | San Pedro de la Paz           | 2,8 km              |
| Corredor de Ruta 160 (proyectado)                            | San Pedro de la Paz - Coronel | 15,1 km             |
| Corredor de Camino Penco (proyectado)                        | Concepción - Penco            | 6,6 km              |
| Corredor de Autopista (proyectado)                           | Concepción - Talcahuano       | 4,8 km              |

## Vehículos
El parque vehicular del Sistema de Locomoción Colectiva del Gran Concepción se compone de una gran variedad de buses y taxibuses, una gran parte de los cuales está basado en chasis motorizados fabricados por Mercedes Benz en Brasil, muchos de los cuales han sido carrozados por empresas de ese país. Estos mismos fundamentos brasileños también son carrozados en Chile por empresas como Metalpar, Inrecar, TMG y la extinta penquista LR Bus. También en los últimos tiempos se ha incorporado un importante número de buses de origen chino con motores Cummins, importados por Metalpar. Esta tabla ejemplifica algunos de los modelos de buses, con su respectivo chasis, que circulan en el Gran Concepción.
| Chasis                              | Carrocerías |
| ----------------------------------- | --- |
| Mercedes Benz LO712                 | Maxibus Astor, Maxibus Lydo, Metalpar Evolution IV, Comil Pía, Caio Piccolo, Neobus Thunder+, Busscar Micruss, Mascarello Gran Micro, Marcopolo Senior                                                                                             |
| Mercedes Benz LO812                 | Metalpar Evolution IV, Mascarello Gran Micro, Neobus Thunder+, Marcopolo Senior-2007, Caio Foz, Inrecar Géminis I y II Maxibus New Astor, TMG Bicentenario, Busscar Micruss                                                                        |
| Mercedes Benz LO814 (Descontinuada) | Metalpar Pucará 2000, Inrecar 1997 y 1998, Lr Bus 1997 y 1998, Marcopolo Senior GV, Ciferal Agilis |
| Mercedes Benz LO914                 | Lr Bus Nuevo Milenio, Lr Bus 2003-2004, Inrecar Capricornio (Año 1999-2000), Metalpar Pucará 2000, Caio Piccolo, Maxibus Astor, Busscar Micruss, Inrecar Capricornio I y II,                                                                       |
| Mercedes Benz LO915                 | Lr Bus 2004-2006-2007-2009-2013, Mascarello Gran Micro, Volare DW9 Fly, Caio Piccolo, Caio Foz, Neobus Thunder+, Inrecar Géminis I y II, Maxibus Astor, Maxibus New Astor, Metalpar Evolution IV 2007-2011, Busscar Micruss, Marcopolo Senior-2007 |
| Mercedes Benz LO916                 | Lr Bus 2014, Caio Foz 2014, Caio F2400, Inrecar Géminis II, Inrecar Géminis Puma, Marcopolo Senior 2014-2019, Neobus Thunder+ 2014-2016, Volare DW9 Fly, Mascarello Gran Micro/S3/S4                                                               |
| Mercedez Benz Atego 1016            | Lr Bus 2013 |
| Mercedez Benz OH-1115               | Metalpar Tronador |
| Mercedez Benz OH-1418               | Caio Apache S21, Comil Svelto |
| Mercedez Benz OF-1721               | Busscar Urbanuss, Metalpar Milonga, Mascarello Gran Midi, Marcopolo Torino |
| Mercedes Benz OF-1722               | Busscar Urbanuss Pluss |
| Chevrolet NQR916                    | Inrecar Géminis II |
| Volkswagen 9-150/OD-EOD             | Inrecar Capricornio II, Inrecar Géminis II, Comil Pía, Caio Piccolo, Caio Foz, Mascarello Gran Micro, TMG Bicentenario, Marcopolo Senior-2007, Busscar Micruss, Metalpar Evolution IV                                                              |
| Volkswagen 8-120                    | Mascarello Gran Mini |
| Volkswagen 9-160                    | Mascarello Gran Micro, Marcopolo Senior-2014, Inrecar Géminis II, Neobus Thunder+ 2016 |
| Agrale MA 8.5/9.2                   | Caio Foz, Marcopolo Gran Viale, Neobus Thunder+, Neobus Thunder+ 2016, Volare W8-W9-W9 Fly, Inrecar Géminis II, Marcopolo Senior-2007, Inrecar Géminis Puma                                                                                        |
| Dong Feng EQ6850PD3G                | Metalpar Ralún |
| Youyi Bus ZG76718                   | Metalpar Maule |
| Youyi Bus ZGT6805DG                 | Metalpar Rayén |

## Valor del pasaje
La tarifa del pasaje de la locomoción colectiva se hacía a través de un polinomio compuesto de los valores del petróleo, valor del neumático, valor del bus y mano de obra.
El valor de la tarifa normal de la locomoción colectiva licitada desde el 15 de octubre de 2019 esta en CL$ 530 (US$ 0,56 al 6 de febrero de 2024); mientras, el valor estudiante está en los CL$ 170 (US$ 0,18) y el valor adulto mayor está en CL$ 260 (US$ 0,27). Estos valores se mantuvieron por cuatro años debido a la decisión del gobierno de congelar los pasajes de la locomoción colectiva en regiones producto de la pandemia del Covid-19.
A contar del 1 de enero de 2024, las empresas que se iban traspasando a la regulación del Perímetro de Exclusión, comenzaron a regirse tarifariamente por tal normativa; mientras que las empresas que aún están en proceso de traspaso se mantienen con la regulación tarifaria de la licitación del 2002. Con todo, el 2 de febrero de 2024 se anunció para toda la locomoción colectiva del Gran Concepción (incluida aquella que aún se mantiene en la regulación de la licitación) la primera alza luego de cuatro años, dejando el pasaje en CL$ 550 (US$ 0,58 al 6 de febrero de 2024), siendo la última modificación a la tarifa de la locomoción colectiva bajo la regulación de la licitación del 2002.
| Año                                                                                       | Fecha de implementación de la tarifa | Tarifa normal | T. escolar | T. escolar           | Tarifa adulto mayor |
| Año                                                                                       | Fecha de implementación de la tarifa | Tarifa normal | Lu. a vi.  | Sa. y do. + festivos | Tarifa adulto mayor |
| ----------------------------------------------------------------------------------------- | ------------------------------------ | ------------- | ---------- | -------------------- | ------------------- |
| Entre 2002 y 2005, sin referencias                                                        |                                      |               |            |                      |                     |
| 2006                                                                                      | 15 de enero                          | $330          | $100       | $150                 | $150                |
| 2007                                                                                      | 15 de febrero                        | $380          | $100       | $150                 | $150                |
| 2008                                                                                      | 15 de agosto                         | $490          | $110       | $110                 | $245                |
| 2009                                                                                      | 15 de octubre                        | $430          | $120       | $120                 | $250                |
| 2010                                                                                      | 15 de mayo                           | $350          | $120       | $120                 | $250                |
| 2010                                                                                      | 15 de junio                          | $360          | $120       | $120                 | $250                |
| 2010                                                                                      | 15 de julio                          | $350          | $120       | $120                 | $250                |
| 2011                                                                                      | 15 de abril                          | $390          | $120       | $120                 | $220                |
| 2012                                                                                      | 15 de agosto                         | $410          | $120       | $120                 | $220                |
| 2013                                                                                      | 15 de octubre                        | $440          | $140       | $140                 | $240                |
| 2014                                                                                      | 15 de febrero                        | $450          | $140       | $140                 | $240                |
| 2014                                                                                      | 15 de abril                          | $470          | $140       | $140                 | $240                |
| 2014                                                                                      | 15 de mayo                           | $480          | $140       | $140                 | $240                |
| 2014                                                                                      | 15 de septiembre                     | $470          | $140       | $140                 | $240                |
| 2014                                                                                      | 15 de octubre                        | $480          | $140       | $140                 | $240                |
| 2014                                                                                      | 15 de noviembre                      | $490          | $140       | $140                 | $240                |
| 2014                                                                                      | 15 de diciembre                      | $480          | $140       | $140                 | $240                |
| 2015                                                                                      | 15 de enero                          | $470          | $140       | $140                 | $290                |
| 2015                                                                                      | 15 de marzo                          | $440          | $160       | $160                 | $290                |
| 2015                                                                                      | 15 de abril                          | $430          | $160       | $160                 | $290                |
| 2015                                                                                      | 15 de mayo                           | $450          | $160       | $160                 | $290                |
| 2015                                                                                      | 15 de junio                          | $440          | $160       | $160                 | $290                |
| 2015                                                                                      | 15 de agosto                         | $450          | $160       | $160                 | $290                |
| 2015                                                                                      | 15 de septiembre                     | $460          | $160       | $160                 | $290                |
| 2015                                                                                      | 15 de diciembre                      | $450          | $160       | $160                 | $290                |
| 2016                                                                                      | 15 de enero                          | $460          | $160       | $160                 | $260                |
| 2016                                                                                      | 15 de febrero                        | $460          | $150       | $150                 | $260                |
| 2016                                                                                      | 15 de marzo                          | $450          | $150       | $150                 | $260                |
| 2016                                                                                      | 15 de abril                          | $430          | $150       | $150                 | $260                |
| 2016                                                                                      | 15 de junio                          | $420          | $150       | $150                 | $260                |
| 2016                                                                                      | 15 de julio                          | $430          | $150       | $150                 | $260                |
| 2016                                                                                      | 15 de agosto                         | $440          | $150       | $150                 | $260                |
| 2016                                                                                      | 15 de diciembre                      | $450          | $150       | $150                 | $260                |
| 2017                                                                                      | 15 de febrero                        | $460          | $150       | $150                 | $260                |
| 2017                                                                                      | 15 de marzo                          | $470          | $150       | $150                 | $260                |
| 2017                                                                                      | 15 de abril                          | $450          | $150       | $150                 | $260                |
| 2017                                                                                      | 15 de mayo                           | $460          | $150       | $150                 | $260                |
| 2017                                                                                      | 15 de septiembre                     | $450          | $150       | $150                 | $260                |
| 2017                                                                                      | 15 de octubre                        | $460          | $150       | $150                 | $260                |
| 2018                                                                                      | 15 de enero                          | $470          | $150       | $150                 | $260                |
| 2018                                                                                      | 15 de febrero                        | $480          | $160       | $160                 | $260                |
| 2018                                                                                      | 15 de marzo                          | $470          | $160       | $160                 | $260                |
| 2018                                                                                      | 15 de julio                          | $480          | $160       | $160                 | $260                |
| 2018                                                                                      | 15 de agosto                         | $500          | $160       | $160                 | $260                |
| 2018                                                                                      | 15 de septiembre                     | $510          | $160       | $160                 | $260                |
| 2018                                                                                      | 15 de noviembre                      | $520          | $160       | $160                 | $310                |
| 2018                                                                                      | 15 de diciembre                      | $530          | $160       | $160                 | $310                |
| 2019                                                                                      | 15 de enero                          | $540          | $160       | $160                 | $310                |
| 2019                                                                                      | 15 de febrero                        | $530          | $180       | $180                 | $310                |
| 2019                                                                                      | 15 de marzo                          | $520          | $180       | $180                 | $310                |
| 2019                                                                                      | 15 de abril                          | $510          | $180       | $180                 | $310                |
| 2019                                                                                      | 15 de junio                          | $520          | $180       | $180                 | $310                |
| 2019                                                                                      | 15 de julio                          | $530          | $180       | $180                 | $310                |
| 2019                                                                                      | 15 de septiembre                     | $520          | $180       | $180                 | $310                |
| 2019                                                                                      | 15 de octubre                        | $530          | $180       | $180                 | $310                |
| 2020                                                                                      | 15 de julio                          | $530          | $180       | $180                 | $270                |
| 2021                                                                                      | 15 de febrero                        | $530          | $170       | $170                 | $260                |
| 2024                                                                                      | 15 de febrero                        | $550          | $180       | $180                 | $270                |
| 31 de marzo de 2024: fin a la regulación de la Licitación del transporte público del 2002 |                                      |               |            |                      |                     |

## Galería

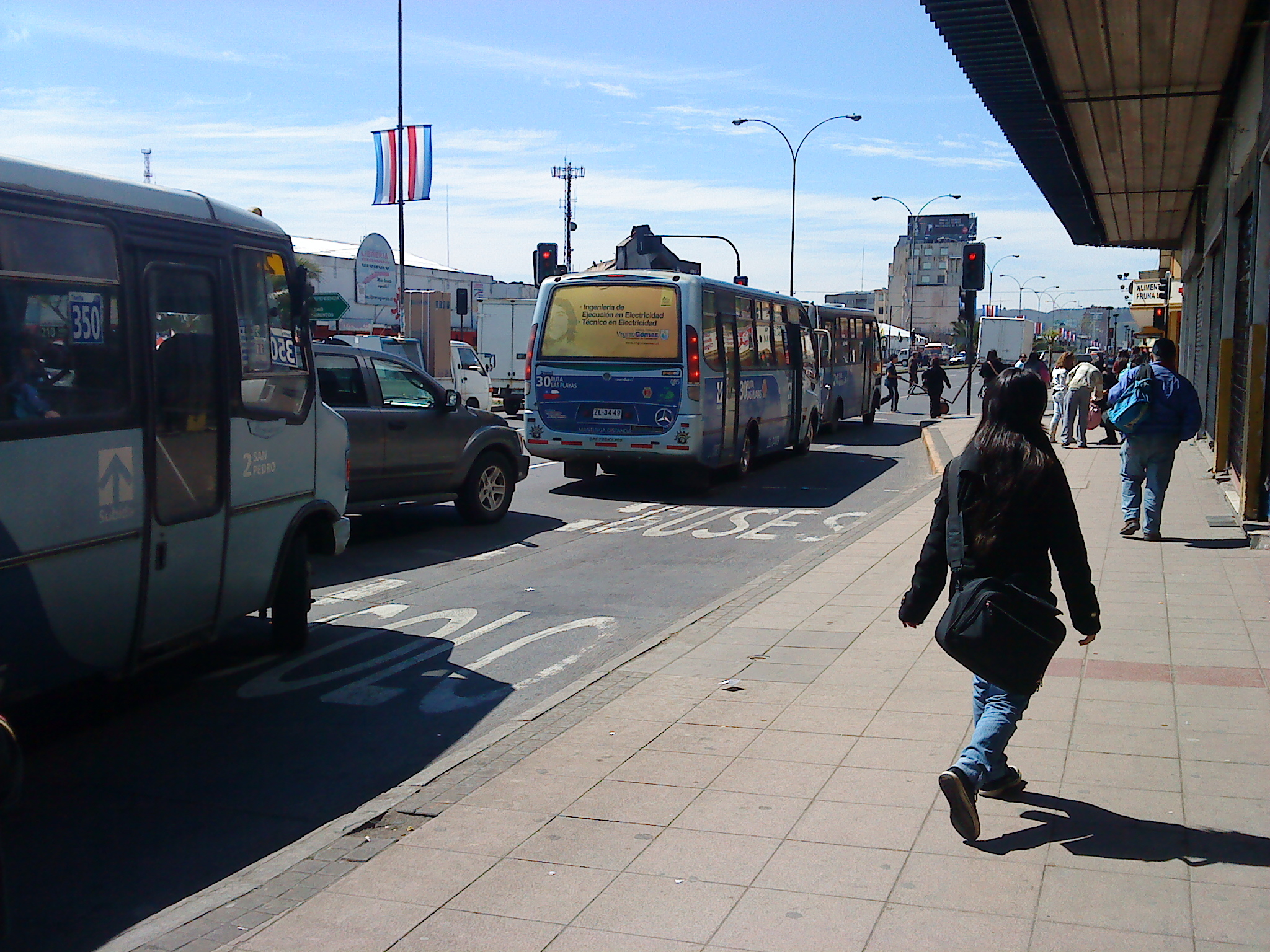
Buses en Avenida Los Carrera
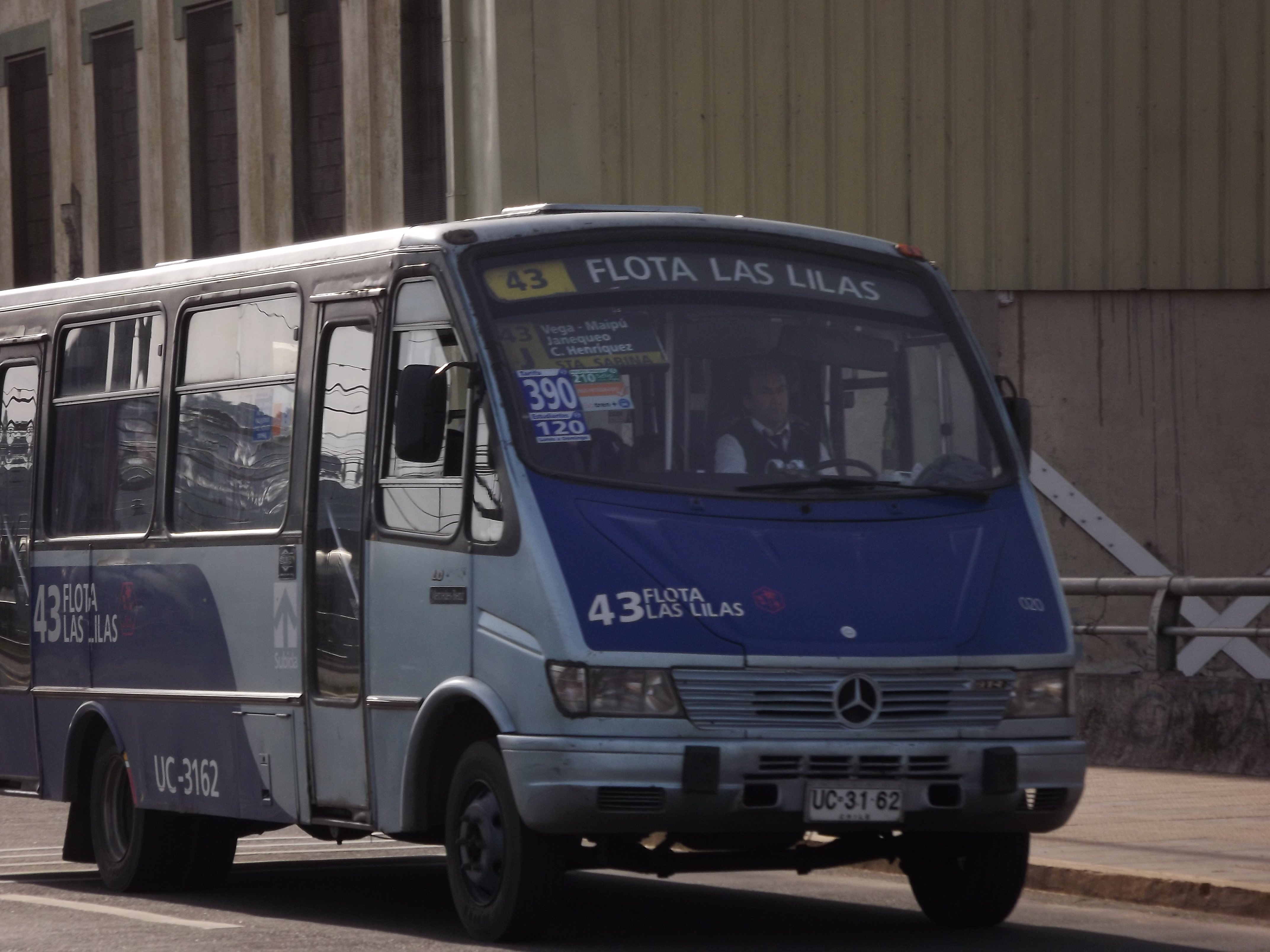
Bus de la línea 43
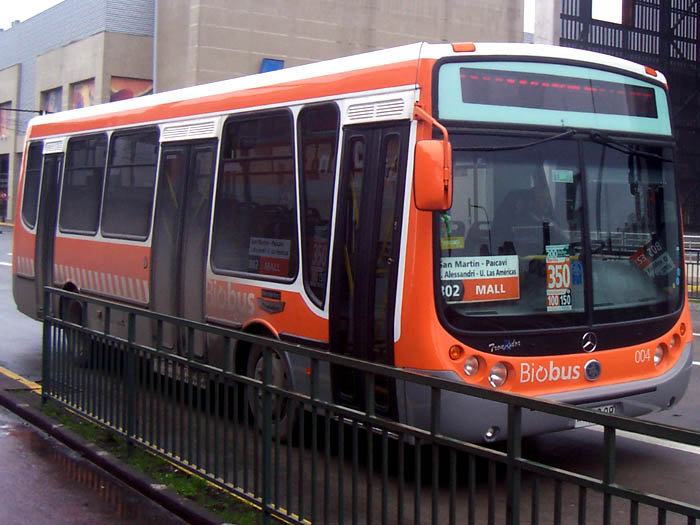
Bus de la empresa Biobús
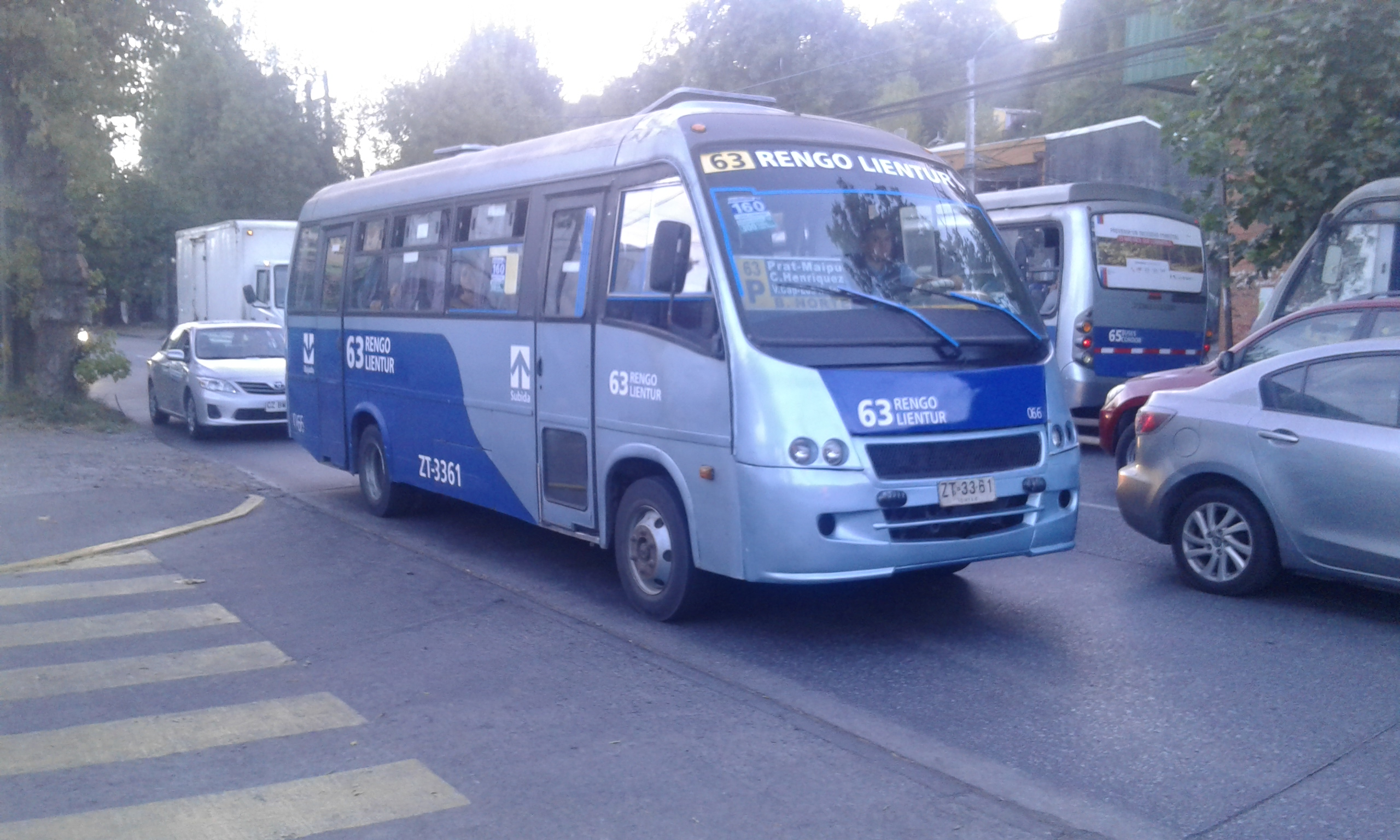
Bus de la línea 63
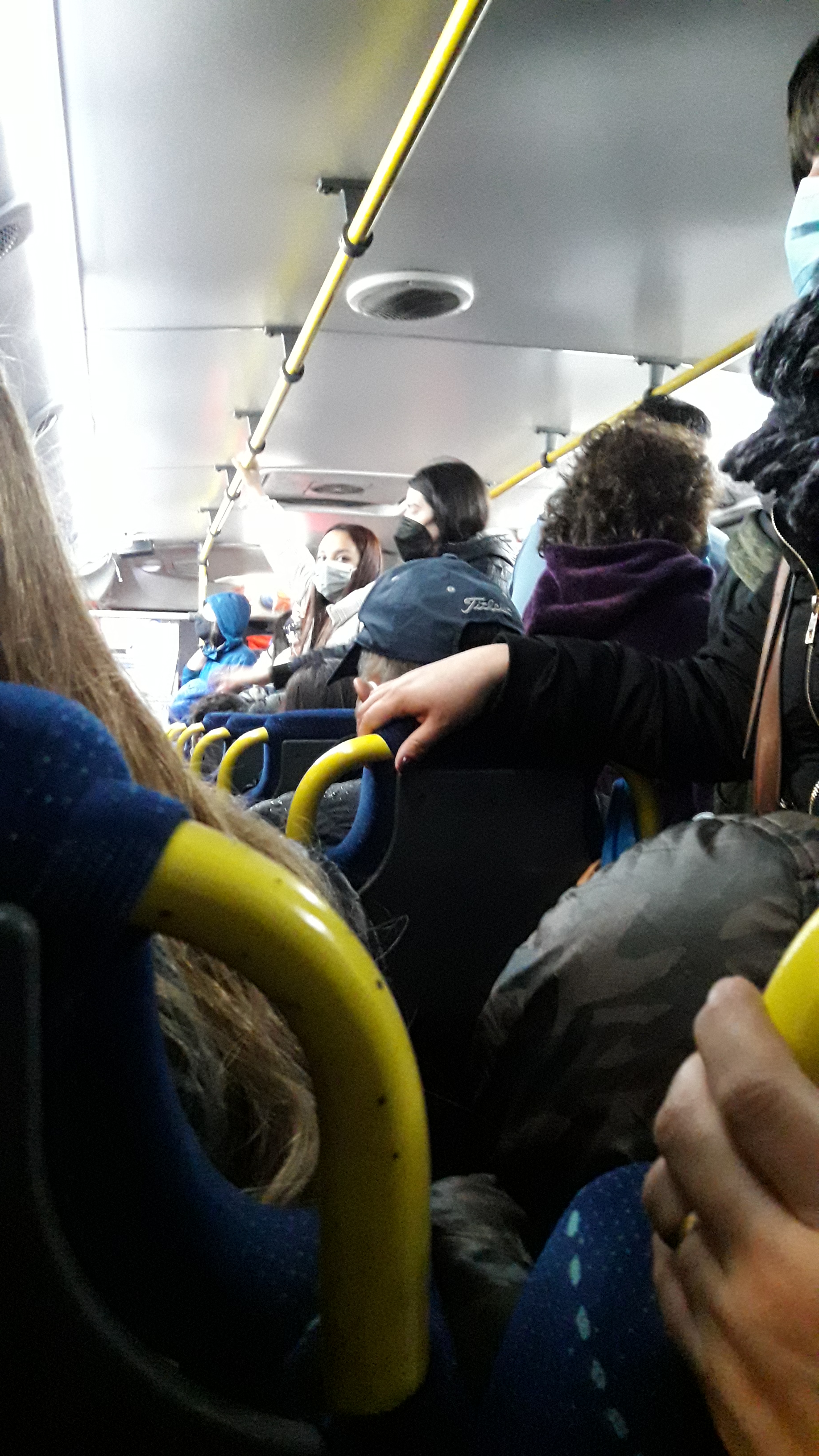
Interior de un bus
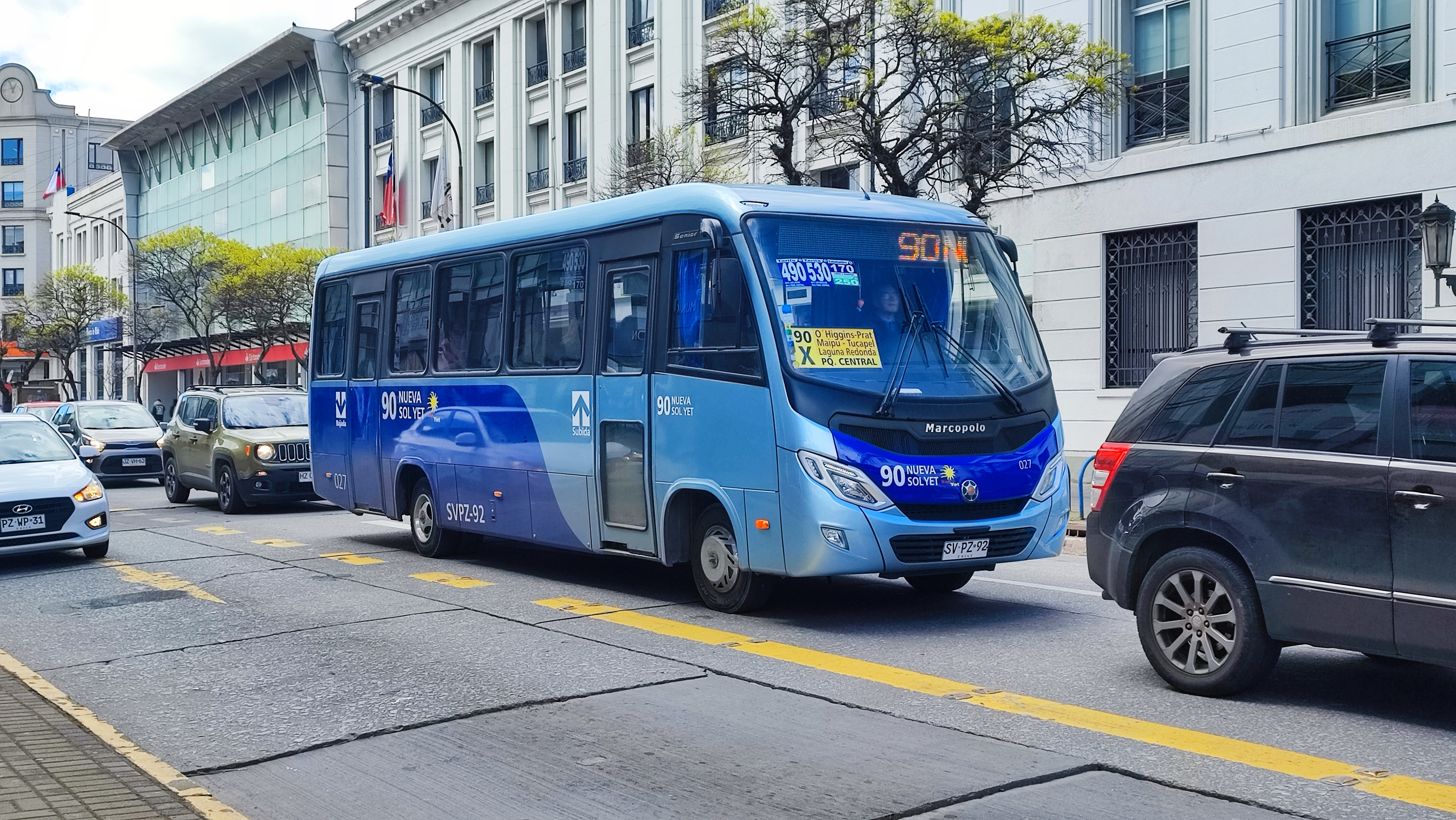
Bus de la línea 90